# Trigonistis
Trigonistis é um gênero de traça pertencente à família Arctiidae.